# Geaderde schietmot
De geaderde schietmot (Agrypnia pagetana) is een schietmot uit de familie Phryganeidae. De soort komt voor in het Palearctisch en het Nearctisch gebied.